# Devota

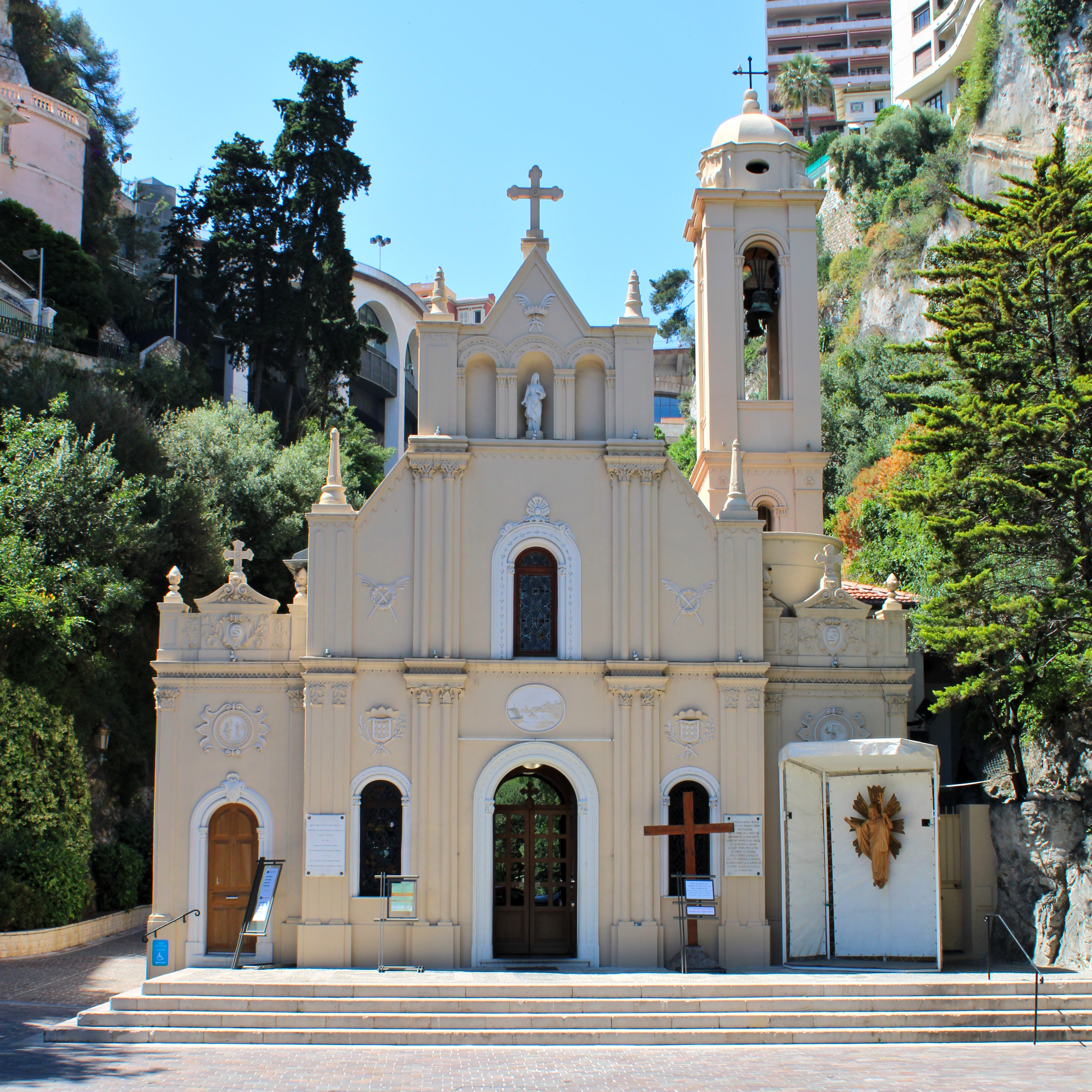
Kirche Saint-Dévote in Monaco

Devota oder Divota (* um 283; † 304 in Mariana, Korsika) ist eine legendäre christliche Märtyrerin und Heilige. Ihr Gedenktag ist der 27. Januar.

## Leben
Von ihrem Leben fehlen gesicherte Quellen, die erste urkundliche Erwähnung stammt aus dem Jahre 1070. Laut einer Legende wurde sie unter dem römischen Kaiser Diokletian zu Tode gefoltert. Ihr Leichnam sollte mit einem Schiff von Korsika nach Afrika gebracht werden. Nach der Legende kam wenige Stunden nach der Abfahrt ein Sturm auf, daraufhin entstieg dem Mund der Heiligen eine weiße Taube, die das Boot bis zur Küste des heutigen Monaco führte. Dort soll die Landung am 27. Januar 304 in der Nähe der heutigen Devota-Kirche erfolgt sein.

## Gedenken
Zu ihrem Gedenken wurde die Kirche Sainte-Dévote errichtet.
Sie ist die Schutzpatronin von Monaco und von Korsika. Jedes Jahr wird zur Erinnerung an die Heilige am Abend des 26. Januar ein Boot vor der Kirche verbrannt.